# شرکت راه‌آهن کیکیو

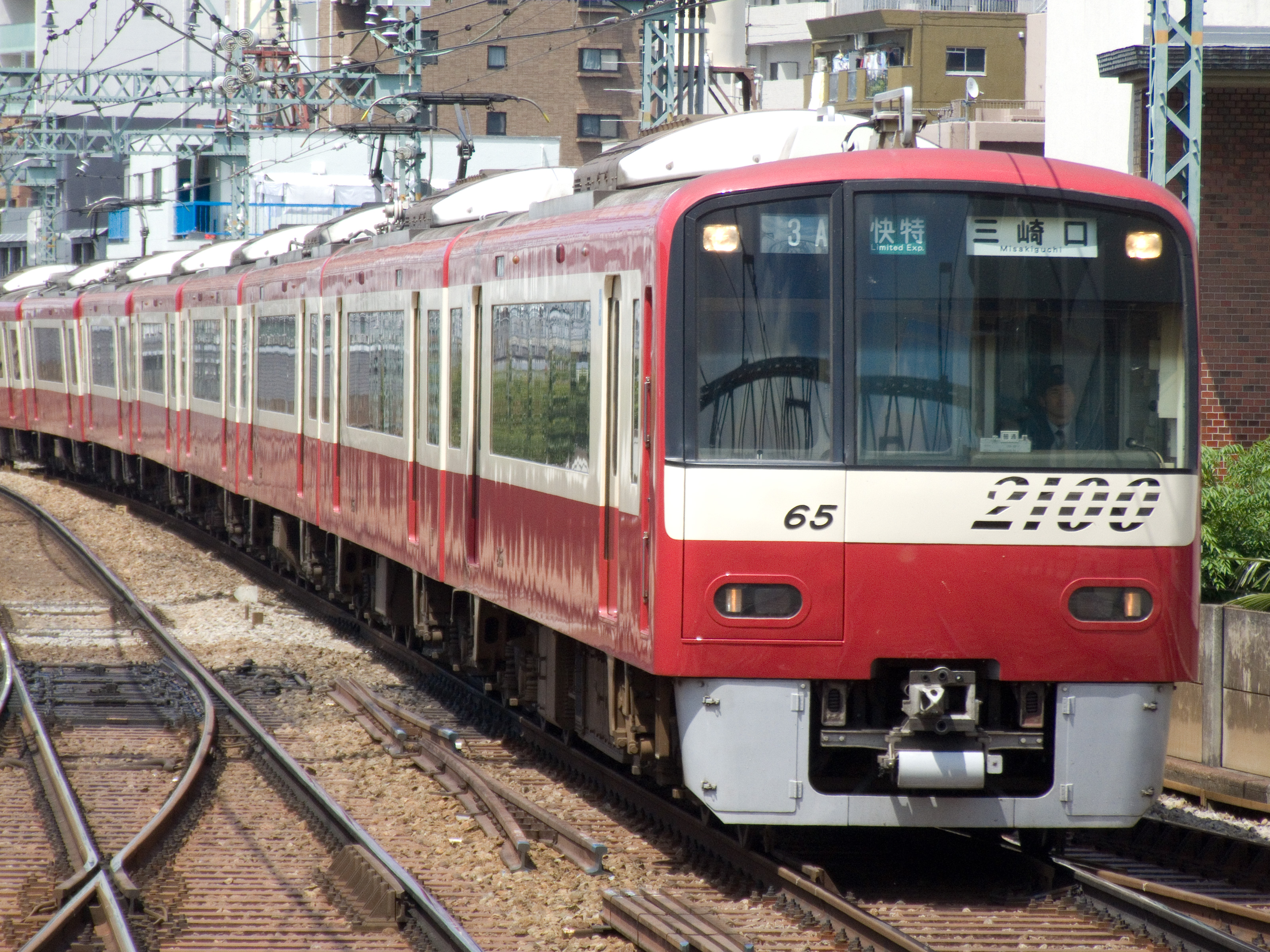
یکی از قطارهای شرکت راه‌آهن کیکیو.

شرکت راه‌آهن کیکیو (به ژاپنی: 京急 Keikyū) یا به اسم رسمی (به ژاپنی: 京浜急行電鉄株式会社, Keihin Kyūkō Dentetsu Kabushiki-gaisha) یا (به انگلیسی: Keikyu Corporation) یک شرکت راه‌آهن خصوصی در ژاپن است. خطوط راه‌آهن این شرکت از توکیو بطرف کاواساکی، یوکوهاما و یوکوسوکا و دیگر قسمت‌های شبه جزیره میئورا در استان کاناگاوا و همچنین مابین فرودگاه بین‌المللی هانه‌دا و توکیو کشیده شده‌است. این شرکت در سال ۱۹۴۸ میلادی تأسیس شده‌است.

## نگارخانه

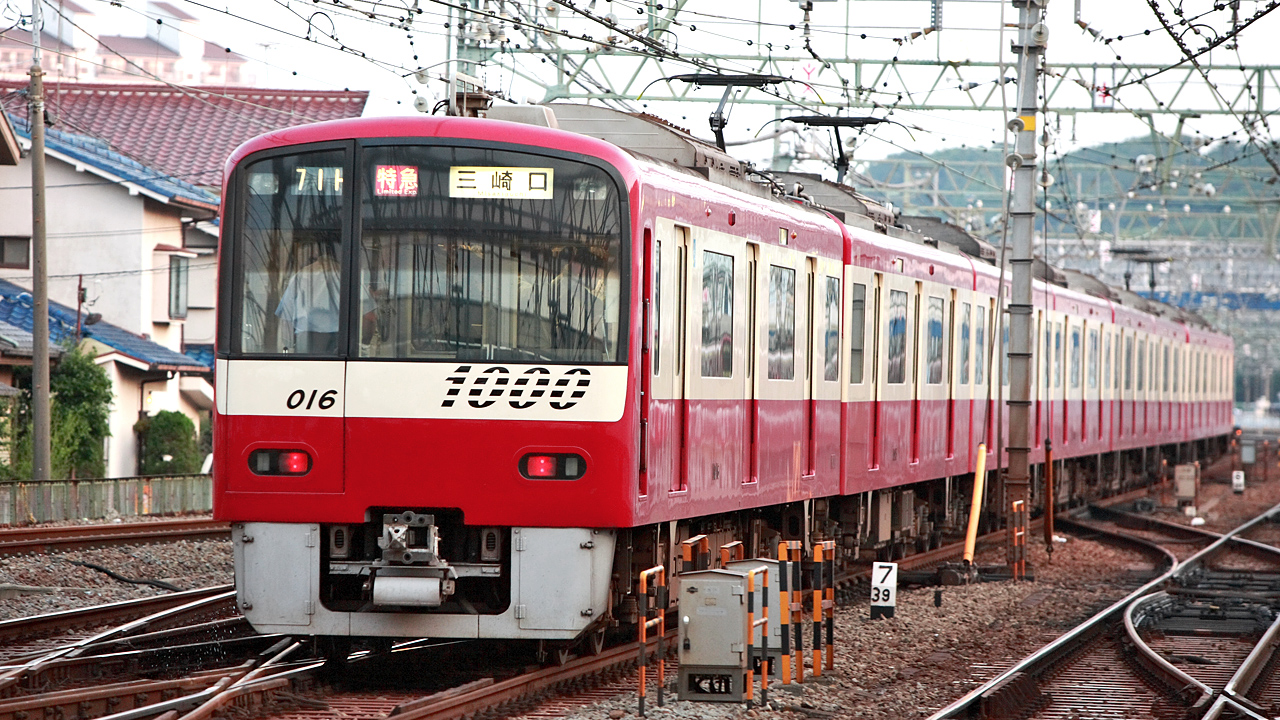
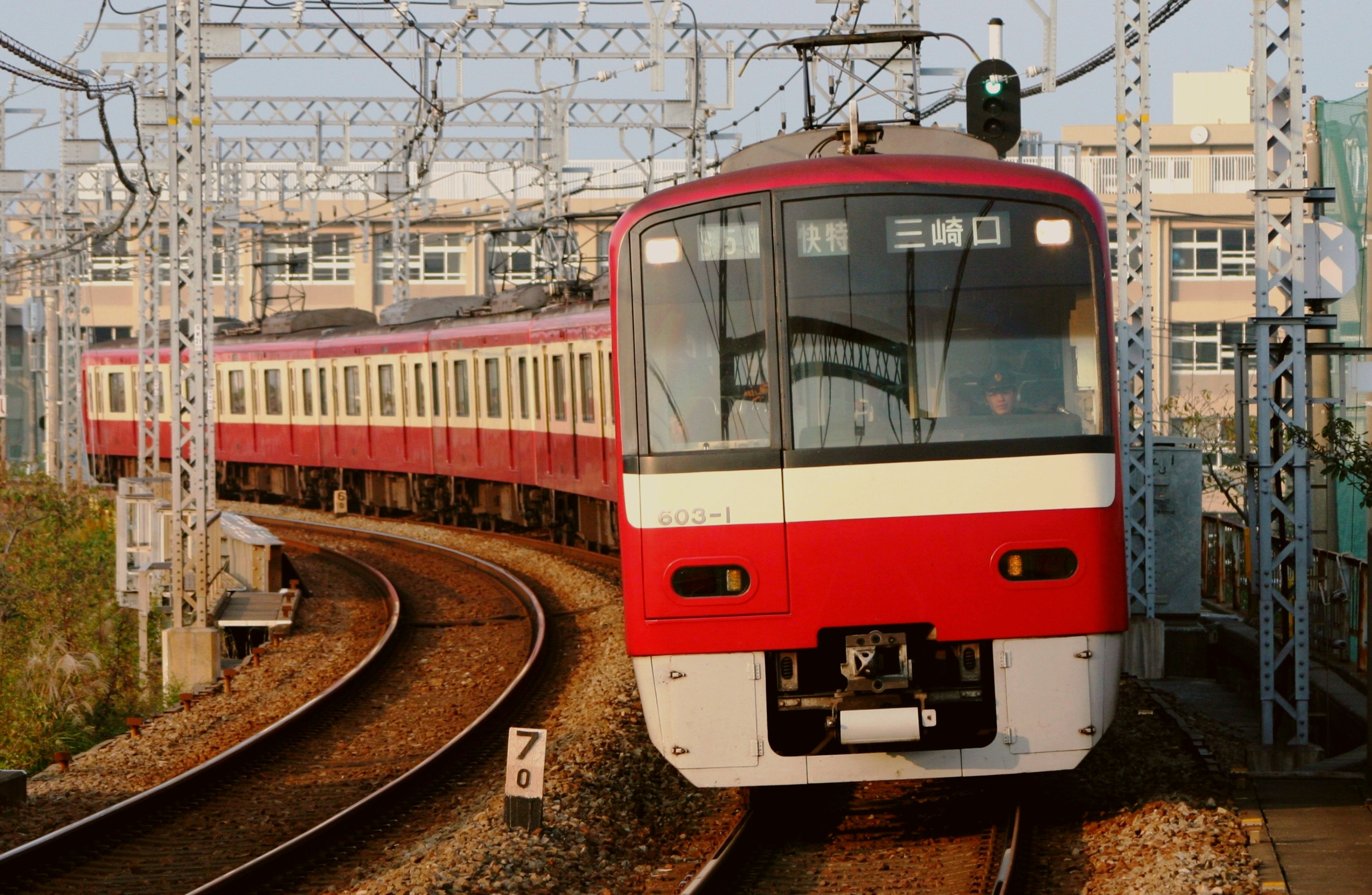
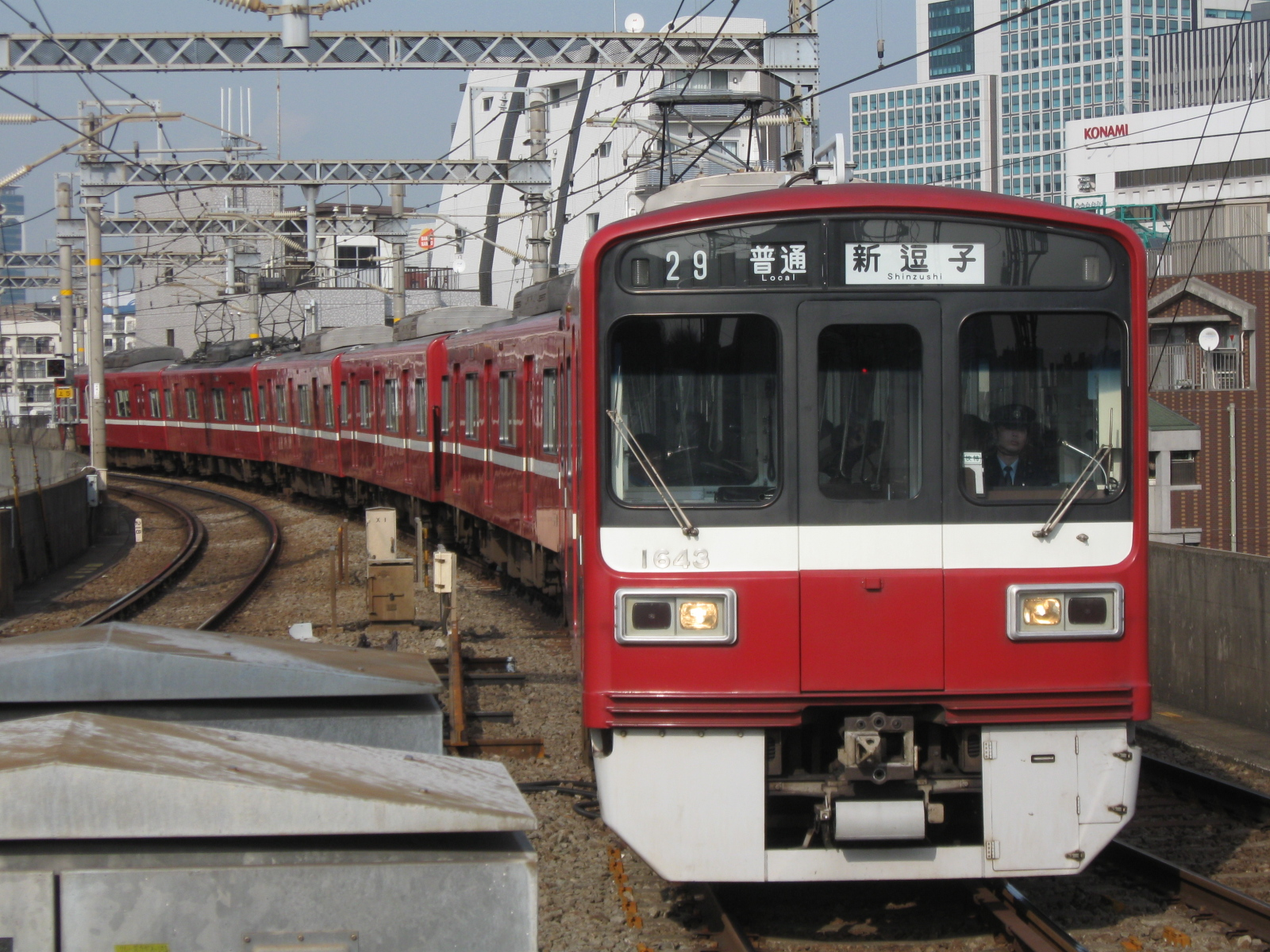
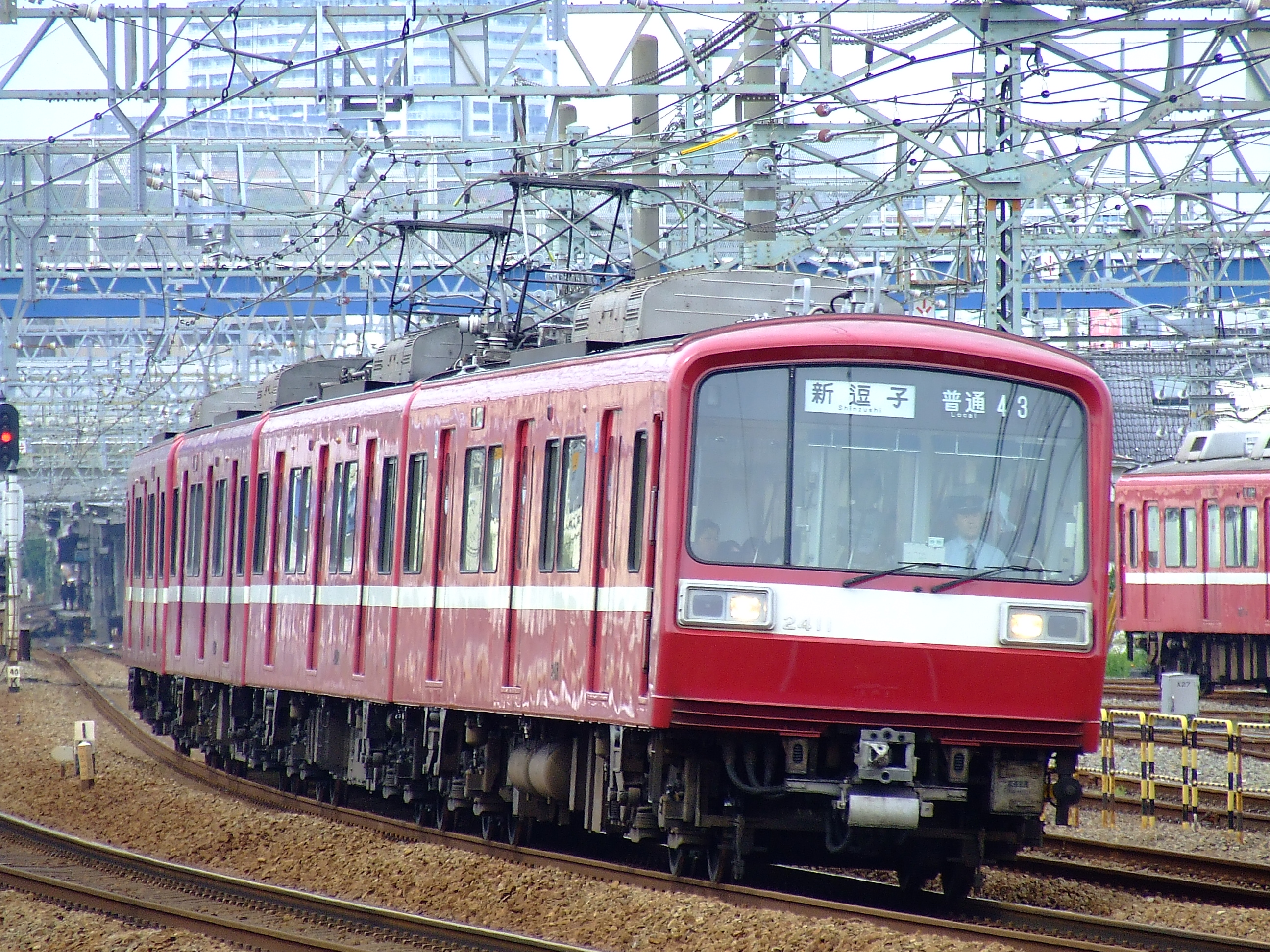
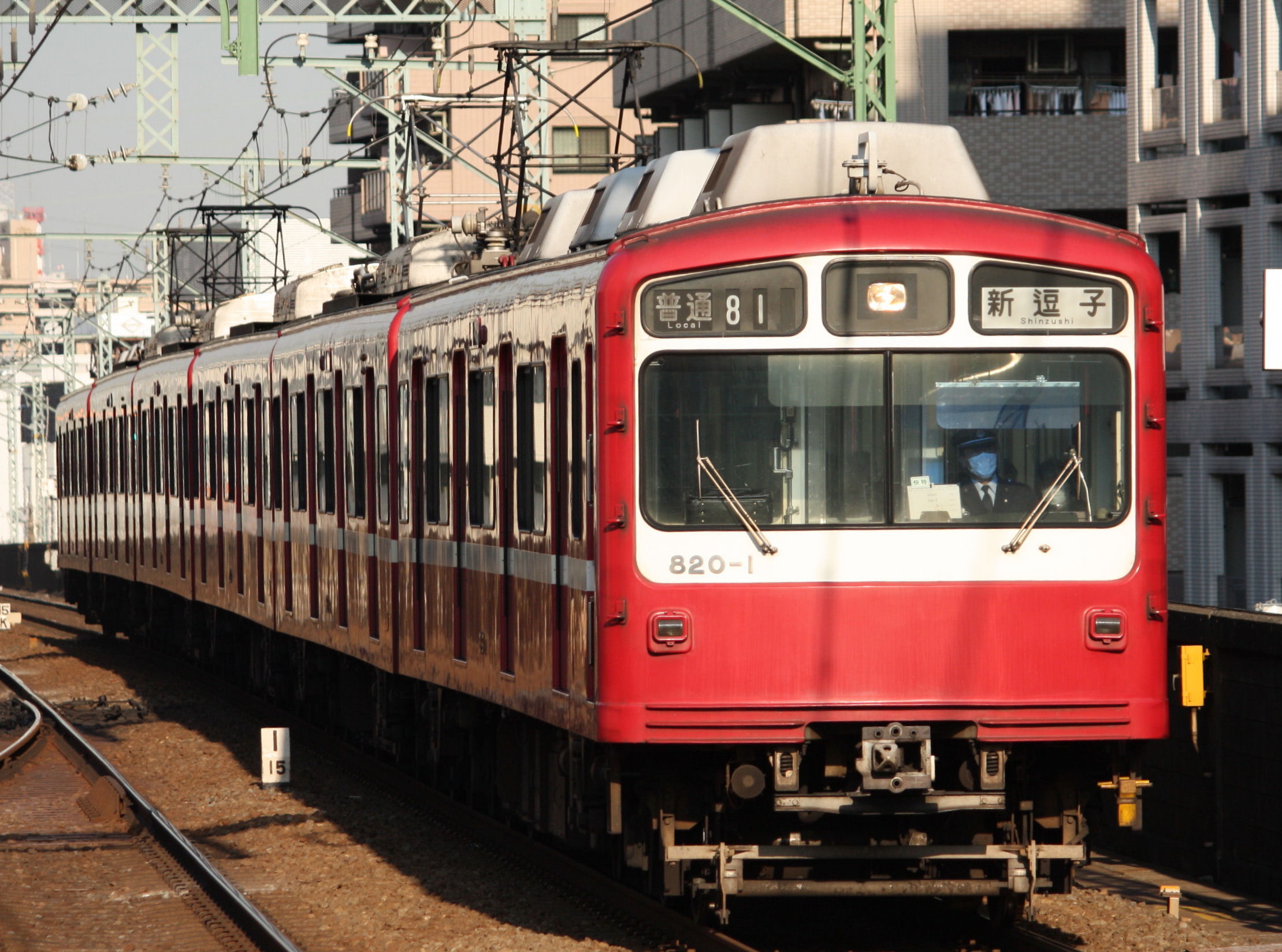
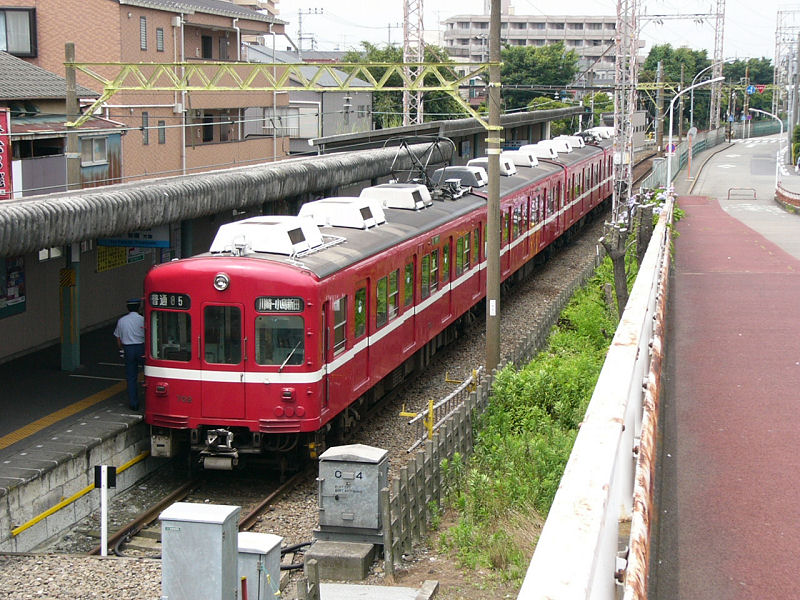

## خطوط کیکیو
| نام خط            | نام ایستگاه‌های مبدأ و پایانی                   | نام ایستگاه‌های مبدأ و پایانی | نام ایستگاه‌های مبدأ و پایانی                                              | طول خط برحسب کیلومتر (km) | تعداد ایستگاه‌ها |
| ----------------- | ---------------------------------------------- | ---------------------------- | ------------------------------------------------------------------------- | ------------------------- | --------------- |
| خط اصلی کیکیو     | Sengakuji Station ایستگاه سنگاکوجی             | –                            | Uraga Station ایستگاه اوراگا                                              | 56.7                      | 50              |
| خط کیکیو کوریهاما | Horinouchi Station ایستگاه هورینواوچی          | –                            | Misakiguchi Station ایستگاه میساکیگوچی                                    | 13.4                      | 9               |
| خط کیکیو زوشی     | Kanazawa-Hakkei Station ایستگاه کانازاوا-هاککی | –                            | Shin-Zushi Station ایستگاه شین-زوشی                                       | 5.9                       | 4               |
| خط کیکیو دائیشی   | Keikyū Kawasaki Station ایستگاه کیکیو کاواساکی | –                            | Kojimashinden Station ایستگاه کوجیماشیندن                                 | 4.5                       | 7               |
| خط کیکیو کوکو     | Keikyū Kamata Station ایستگاه کیکیوکاماتا      | –                            | Haneda Airport Domestic Terminal Station ایستگاه فرودگاه بین‌المللی هانه‌دا | 6.5                       | 8               |
| مجموع             | ۵ خط                                           | ۵ خط                         | ۵ خط                                                                      | 87.0                      | 74              |